# 迎臂效應
迎臂效應（英語：Yes In My Back Yard，簡稱YIMBY，意为“歡迎來我家後院”）是一種支持住房的運動，與鄰避症候群現象恰巧形成對比。迎臂效應主要的立場是支持在住房成本上升到無法負擔水準的城市內增加住房供應。迎臂效應經常尋求土地使用分區，以允許生產更密集的住房或將過時的建筑物（如商場）重新用於住房。一些迎臂效應還支持清潔能源或替代交通等公益項目。

## 延伸閱讀
- Dougherty, Conor. . New York: Penguin Press. 2020. ISBN 978-0-525-56021-0. OCLC 1119743965.
- Einstein, Katherine; Glick, David M.; Palmer, Maxwell. . Cambridge: Cambridge University Press. 2020. ISBN 978-1-108-47727-7. OCLC 1111638842.

## 外部連結
- "The San Francisco activists who say please build in my backyard" （页面存档备份，存于） on PBS NewsHour